# Heinrich Brömser von Rüdesheim
Heinrich Brömser von Rüdesheim, ab 1646 Heinrich Freiherr Brömser von Rüdesheim (* 1590 oder bald danach in Rüdesheim; † 25. November 1668) war Reichshofrat, Viztum des Rheingaus und Diplomat.
Heinrich Brömser von Rüdesheim war der Sohn von Johann Reichard Brömser von Rüdesheim und dessen Frau Margarethe von Cronberg († 1609). Er heiratete Maria Magdalena geborene von Heddesdorf. Mangels männlicher Nachkommen war er der letzte seines Geschlechtes.
Er wurde Reichshofrat, Viztum des Rheingaus und Kurmainzer Geheimer Rat. 1646 wurde er in den Freiherrenstand befördert. 1648 war er Gesandter bei den Friedensverhandlungen in Münster nach dem Dreißigjährigen Krieg. 
Er nahm einen umfangreichen Um- und Neubau des Brömserhofs vor. Er erbaute vor dem alten Ursprungsgebäude ein weitläufiges Herrenhaus mit tiefem Keller, eleganten Empfangsräumen und einem dekorativen Erker. Am Torbogen und am Erker des Haupthauses befinden sich Wappen der Brömser/Heddesdorff mit den Jahreszahlen 1650/51.